# Antoon van Schendel
Antoon van Schendel (Lage Zwaluwe, Drimmelen, Brabant Septentrional, 9 de mayo de 1910 - Muret, Francia, 6 de agosto de 1990) fue un ciclista neerlandés que fue profesional entre 1935 y 1947, consiguiendo 6 victorias, entre ellas dos etapas en el Tour de Francia.

## Palmarés
- 1937
  - Vencedor de una etapa del Circuito del Oeste
- 1938
  - Vencedor de una etapa del Tour de Francia
  - Vencedor de una etapa de la París-Niza
  - Vencedor de una etapa del Tour del Suroeste
- 1939
  - Vencedor de una etapa del Tour de Francia
- 1941
  - Vencedor de una etapa del Circuito de Midi

## Resultados en el Tour de Francia
- 1936. 32.º de la clasificación general
- 1937. 33.º de la clasificación general
- 1938. 50.º de la clasificación general. Vencedor de una etapa
- 1939. 38.º de la clasificación general. Vencedor de una etapa